# فرودگاه صنعتی سکپپوس
فرودگاه صنعتی سکپپوس (به انگلیسی: Scappoose Industrial Airpark) یک فرودگاه همگانی بهره‌برداری هوایی است که یک باند فرود آسفالت دارد و طول باند آن ۱۵۵۴ متر است. این فرودگاه در کشور ایالات متحده آمریکا قرار دارد و در ارتفاع ۱۸ متری از سطح دریا واقع شده است.